# Hamataliwa unca
Hamataliwa unca är en spindelart som beskrevs av Brady 1964. Hamataliwa unca ingår i släktet Hamataliwa och familjen lospindlar. Inga underarter finns listade i Catalogue of Life.